# Nikolai Rijkov
Nikolai Ivanòvitx Rijkov (rus: Николай Иванович Рыжков) (Dzerjinsk (actualment Toretsk), RSS d'Ucraïna, 28 setembre de 1929 - Moscou, Rússia, 28 de febrer de 2024) va ser un funcionari soviètic i, després de la dissolució de la Unió Soviètica, un polític rus. Serví com a President del Consell de Ministres de l'URSS entre el 27 de setembre de 1985 i el 14 de gener de 1991, durant l'era de la perestroika i la glàsnost de Mikhaïl Gorbatxov.
Un tecnòcrata, Rijkov ascendí des de soldador a la Planta Uralmax de Sverdlosk (Ucraïna) fins a cap enginyer i, entre 1970-75, com a director del Complex Productiu Uralmax, una de les principals empreses soviètiques.
S'afilià al Partit Comunista el 1956, sent viceministre de maquinària pesant i de transport el 1975. El 1979 va ser nomenat vicepresident de l'Agència Soviètica de Planificació (el Gosplan; i el 1981 va ser elegit per formar part de Comitè Central del PCUS. El 22 de novembre de 1982, després de la mort de Leonid Bréjnev i de l'ascens al poder de Iuri Andrópov, Kirilenko va haver de dimitir com a secretari del Comitè central, càrrec que va ser ocupat per Rijkov, qui també va ser posat al capdavant del Departament d'Economia del Comitè Central. Després que Mikhaïl Gorbatxov ascendís al càrrec de Secretari General del Partit, Rijkov va ser fet membre del Politburó el 23 d'abril de 1985. cinc mesos després, l'octogenari Premier soviètic Nikolai Tíkhonov va ser jubilat i Rijkov va ocupar el seu càrrec.
Rijkov donà el seu suport a l'intent de Gorbatxov per reactivar i reestructurar l'economia soviètica mitjançant plans descentralitzats i la introducció de nova tecnologia. Tot i això, es resistí als darrers intents de Gorbatxov d'introduir mecanismes de mercat a l'economia soviètica. Quan el Politburó va ser reestructurat en el XXVIII Congrés del PCUS al juliol de 1990, tots els oficials del govern excepte Gorbatxov van quedar exclosos i Rijkov va perdre el seu escó al Politburó. Al desembre de 1990 va ser hospitalitzat per una afecció cardíaca i mentre es recuperava el Soviet Suprem de la Unió Soviètica adoptà una nova llei substituint el Consell de Ministres amb un nou Gabinet de Ministres de la Unió Soviètica. La llei va ser aprovada el 26 de desembre de 1990, però la nova estructura no es posà en marxa fins al 14 de gener, quan Valentin Pavlov ocupà el càrrec de primer ministre.
Després de recuperar-se a inicis de 1991, Rijkov era el candidat comunista en les primeres eleccions a President de la RSFS de Rússia. Va obtenir menys del 17% dels vots (Borís Ieltsin guanyà amb el 57%) i es retirà de la política, passant a treballar a la banca i a indústries d'investigació. Al desembre de 1995 va ser elegit diputat a la nova Duma russa pel bloc "Poder pel Poble" i el 1996 esdevingué líder de la facció "Poder del Poble" a la Duma. A finals de la dècada de 1990 participà en l'aliança de partits d'esquerra liderada pels comunistes i pels nacionalistes anomenada Unió Patriòtica dels Pobles de Rússia.
Al setembre del 2003 ingressà al Consell de la Federació de l'Assemblea Federal de la Federació Russa com a representant de l'óblast de Belgorod, dimitint per tant del seu escó a la Duma.
Rijkov va servir com a president de la Comissió del Consell de la Federació per als Monopolis Naturals, també va ser membre del Comitè de l'Autogovern Local i vicepresident de la comissió de cooperació interparlamentària entre Rússia i Armènia.

## Condecoracions
- Orde al Mèrit de IV classe (27 de setembre de 2004)
- Orde de Lenin (2)
- Orde de la Revolució d'Octubre
- Orde de la Bandera Roja del Treball (2)
- Orde de la Guerra Patriòtica de I classe
- Medalla del 850è Aniversari de Moscou
- Medalla del 1000è Aniversari de Kazan
- Medalla del Centenari de Lenin
- Premi Estatal de l'URSS (2)
- Diploma del President de la Federació de Rússia (3 d'octubre de 2009)
- Heroi d'Armènia (2008)
- Orde del Príncep Iaroslav el Savi (Ucraïna)